# Jacob Toppin
Jacob Toppin (Brooklyn, Nueva York, 8 de mayo de 2000) es un baloncestista estadounidense que pertenece a la plantilla de los Atlanta Hawks de la NBA, con un contrato dual que le permite jugar además en su filial de la G League, los College Park Skyhawks. Con 2,03 metros de estatura, juega en la posición de alero. Es hermano del también baloncestista profesional Obi Toppin.

## Trayectoria deportiva

### Universidad
Jugó una temporada con los Rams de la Universidad de Rhode Island, en la que promedió 5,1 puntos y 3,9 rebotes por partido. Tras esa primera temporada fue transferido a los Wildcats de la Universidad de Kentucky, donde disputó tres temporadas más, en las que promedió 8,3 puntos, 4,7 rebotes y 1,4 asistencias por encuentro. Se declaró para el draft de la NBA de 2023 al término de su tercera temporada, renunciando a un año adicional de elegibilidad.

### Profesional
Tras no ser elegido en el Draft de la NBA de 2023, firmó un contrato a prueba con los New York Knicks el 6 de julio de 2023, y el 22 de octubre, los Knicks convirtieron su acuerdo en un contrato dual, que le permitiría jugar también en el filial de la G League, los Westchester Knicks.
Durante su segundo año en Nueva York, el 2 de marzo de 2025, es despedido por los Knicks. El 4 de marzo firmó un contrato dual con los Atlanta Hawks.

## Estadísticas de su carrera en la NBA

### Temporada regular
| Año     | Equipo   | PJ | PT | MPP  | %TC  | %3P  | %TL   | RPP | APP | ROB | TPP | PPP  |
| ------- | -------- | -- | -- | ---- | ---- | ---- | ----- | --- | --- | --- | --- | ---- |
| 2023-24 | New York | 9  | 0  | 4.2  | .556 | .250 | 1.000 | .8  | .3  | .0  | .1  | 1.4  |
| 2024-25 | New York | 16 | 0  | 3.1  | .300 | .000 | -     | .7  | .3  | .1  | .0  | .4   |
| 2024-25 | Atlanta  | 1  | 0  | 27.0 | .500 | .625 | -     | 4.0 | 2.0 | .0  | .0  | 17.0 |
| Total   | Total    | 26 | 0  | 4.4  | .452 | .429 | 1.000 | .8  | .3  | .1  | .0  | 1.4  |